# 皮特·蘇沙
彼得·喬瑟夫·蘇莎（英語：Peter Joseph Souza，1954年12月31日—）是一位美國攝影記者，曾在隆納·雷根及巴拉克·歐巴馬任內擔任白宮首席攝影官、白宮攝影辦公室主任。1998至2007年間，他在《芝加哥論壇報》的華盛頓哥倫比亞特區分社擔任攝影師；在此期間，他也參與到了時任參議員巴拉克·歐巴馬的崛起。

## 早年生活與教育
蘇沙生於麻薩諸塞州新伯福，成長於麻薩諸塞州南達特茅斯。他是葡萄牙裔；他的祖父母們皆是來自亞速群島的移民。
蘇沙在波士頓大學以優等的成績取得大眾傳播理學士學位，並在堪薩斯州立大學取得新聞與大眾傳播碩士學位。

## 職業生涯

### 早期
蘇沙的職業生涯開始於1970年代，此時，他任職於《沙努特論壇報》（Chanute Tribune）及《哈欽森新聞報》。到了1980年代初期，他成為了《芝加哥太陽報》的攝影師。1983年6月至1989年間，他在隆納·雷根總統第二個任期內擔任白宮官方攝影師。他同時也是隆納·雷根殯儀服務上的官方攝影師。
此後，蘇沙於1998至2007年間持續待在華盛頓哥倫比亞特區，為《芝加哥論壇報》的華盛頓哥倫比亞特區分社擔任攝影師。正是在這段期間內，時任《紐約時報》記者傑夫·澤勒尼於2004年要求蘇沙以攝影的形式，記錄巴拉克·歐巴馬的參議員首年生涯。

### 與巴拉克·歐巴馬
蘇沙在2005年歐巴馬入閣參議院的首日採訪他，這也是雙方的首次見面。他記錄了歐巴馬在參議院的經歷，並跟隨著他造訪許多國家，其中包括了肯亞、南非及俄羅斯。在此過程中，他與歐巴馬參議員的關係更加緊密，最終伴隨著他踏上總統之路。2008年7月，蘇沙出版一本暢銷的照片集《The Rise of Barack Obama》，收錄了2005至2008年間的照片。
2009年5月，蘇沙開始使用Flickr作為釋出白宮照片的正式管道。這些照片最初根據創作共用授權條款發佈，意即任何對此作品的分享都須註記原始的作者姓名。隨後，Flickr認定這些屬「美國政府作品」而改用新的授權條款，不再受到任何版權限制。不過，這些相片仍被註記著以下免責聲明：「這些白宮官方照片僅供新聞機構出版物和/或個人印刷此照片物件使用。在未經過批准抑或總統本人、第一家庭或白宮的同意下，本照片不得任意竄改，亦不得使用於有關商業或政治之內容、廣告、電子郵件、產品、促銷活動等。」
蘇沙也在國家地理學會及《生活雜誌》擔任自由作家。經過九一一襲擊事件之後，他是第一批前往報導阿富汗戰爭及喀布爾的陷落的新聞記者。
他曾在俄亥俄大學視覺傳達學院的新聞新聞攝影系擔任助理教授，隨後，再度受邀擔任新當選總統歐巴馬的白宮官方攝影師。2009年1月14日，官方發布新的總統肖像；這是首度使用數位相機拍攝的總統官方肖像。一週後，他出席了就職典禮，次日，他是歐巴馬重新宣誓就職時唯一的攝影師。
2010年，國家地理學會製作了一部關於蘇沙的紀錄片，名為《總統的攝影師》（The President's Photographer），此片以蘇沙為主角並提及了幾位前白宮攝影師。
2011年5月1日下午4時6分，蘇沙於奧薩瑪·賓·拉登突襲行動期間，以一張照片記錄下歐巴馬、副總統喬·拜登及國務卿希拉蕊·羅登·柯林頓等人的神情，迅速成為一個具代表性的影像。這也成為Flickr上最多觀看的照片之一。
身為白宮攝影師，蘇沙跟隨著總統記錄下每次的出訪及聚會等。蘇沙與他的工作夥伴每週可拍攝高達20,000張的照片。
2011年11月，蘇沙被《新共和》雜誌列為華盛頓最具影響力卻鮮為人知的人物之一。

## 相片

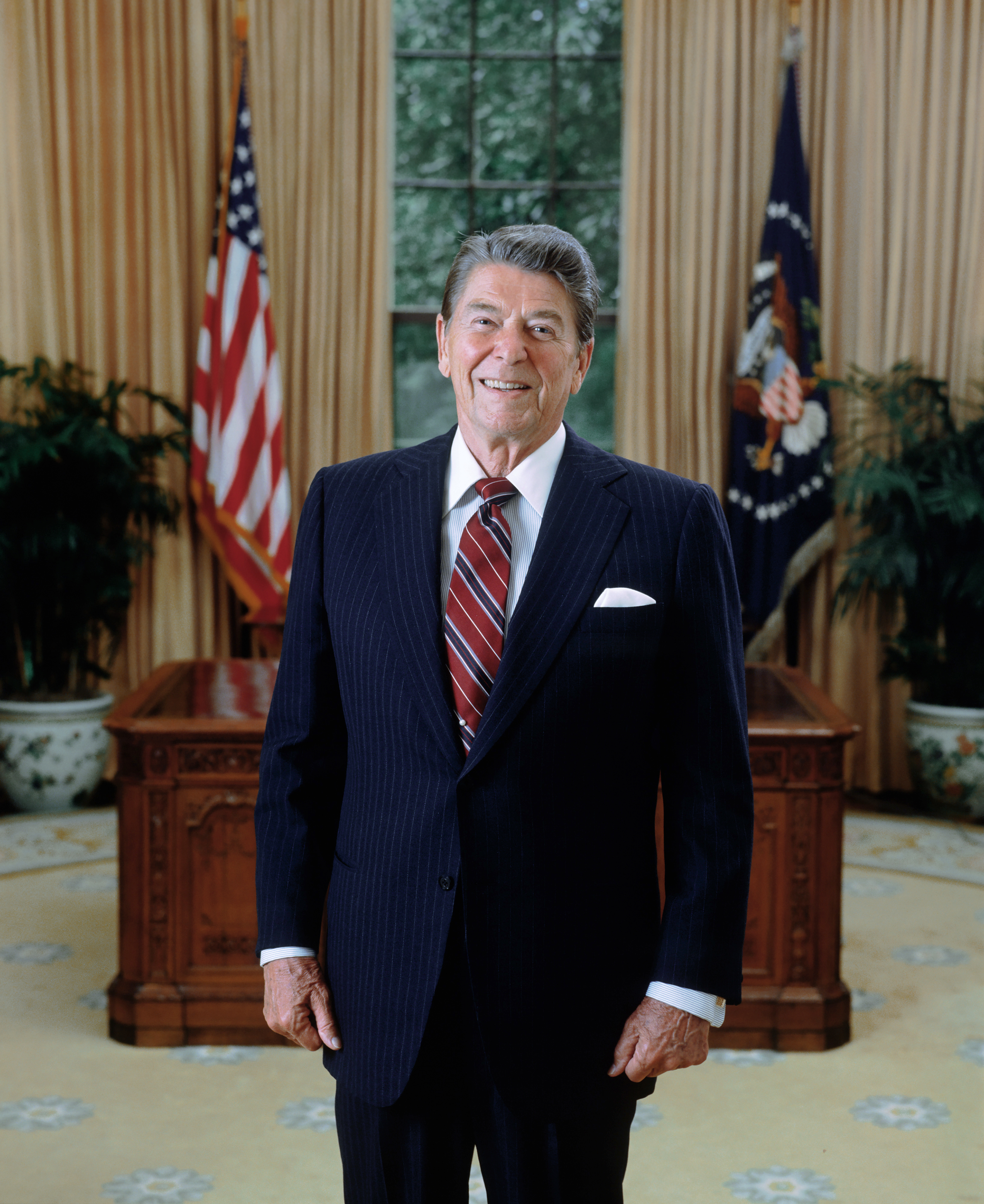
隆納·雷根第二個任期的官方肖像，攝於1985年6月。
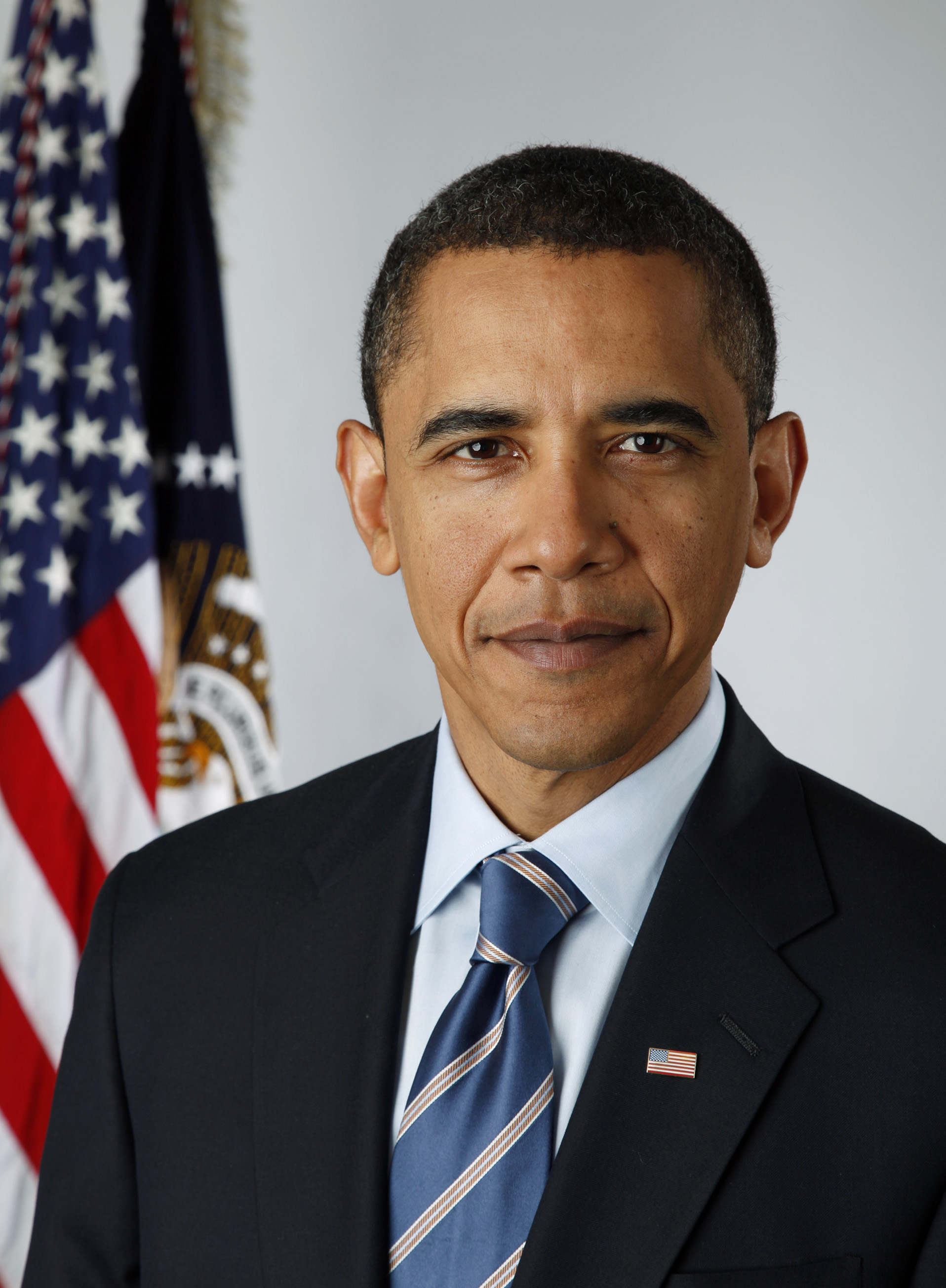
巴拉克·歐巴馬首個任期的官方肖像，攝於2009年1月。
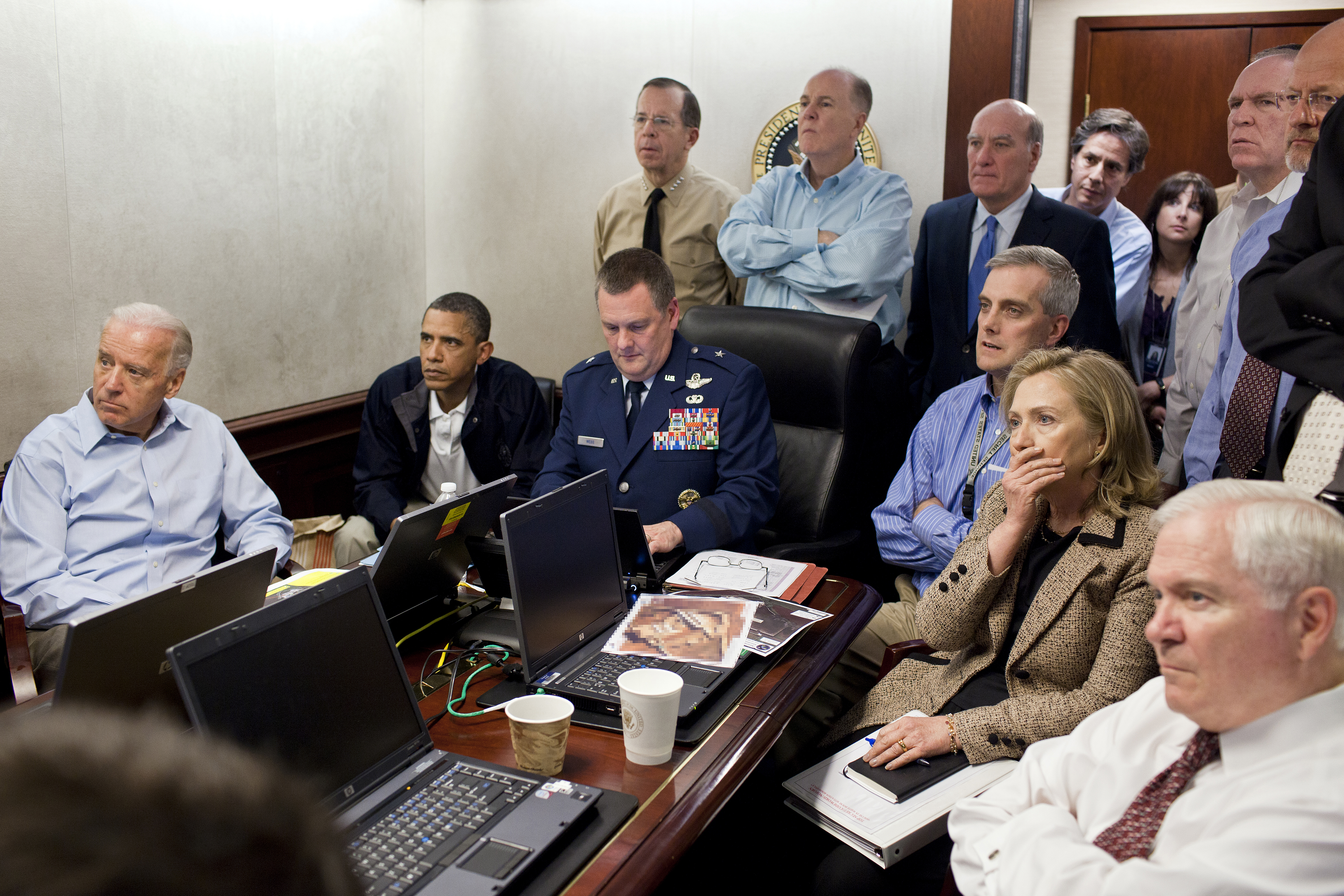
蘇沙的《戰情室（英语：Situation Room）》（2011）成為Flickr上最多人觀看的照片之一。

## 相片冊
- Unguarded Moments: Behind-the-scenes Photographs of President Reagan, Tapestry Pr, 1997. ISBN 1-930819-37-4
- Plebe summer at the U.S. Naval Academy: photographs. P. Souza, 2003. ISBN 0-9729426-0-2
- Images of Greatness: An Intimate Look at the Presidency of Ronald Reagan, Triumph Books, 2004. ISBN 1-57243-701-4.
- The Rise of Barack Obama, Triumph Books, 2009. ISBN 1-60078-313-9.
- The President's Photographer: Fifty Years Inside the Oval Office, with John Bredar. National Geographic, 2010. ISBN 1-4262-0676-3.

## 外部連結
- 官方网站
- 皮特·蘇沙的X（前Twitter）
- 隆納·雷根總統的「Unguarded Moments」
- 白宮官方Flickr照片串流 （页面存档备份，存于）